# Made in England (The Adicts)
Made In England è una compilation del gruppo musicale britannico The Adicts, pubblicato nel 2005 dalla SOS records.

## Tracce
1. Let's Go – 1:56
2. Straightjacket – 2:12
3. Joker in the Pack – 2:50
4. Chinese Takeaway – 2:45
5. Lullaby – 2:31
6. This Is Your Life – 1:43
7. Don't Exploit Me – 2:32
8. Sensetive – 2:23
9. Easy Way Out – 2:58
10. Organised Confusion – 2:02
11. Just Like Me – 1:54
12. Too Young – 3:00
13. Sympathy – 2:28
14. England – 2:38
15. Song of Praise – 2:17
16. Get Adicted – 2:06
17. Odd Couple – 3:09
18. Distorsion – 2:44
19. Jonny Was a Soldier – 3:06
20. Smart Alex – 2:36
21. How Sad – 2:24
22. 4321 – 2:23
23. Steamroller – 1:59
24. Numbers – 2:24
25. Viva la Revolution – 2:24

## Formazione
- Keith 'Monkey' Warren - voce
- Pete Dee Davison - chitarra
- Mel Ellis - basso
- Michael 'Kid Dee' Davison - batteria